# Messier 30
Messier 30 (auch  NGC 7099) ist ein 7,7 mag heller Kugelsternhaufen, mit einer Winkelausdehnung von 12,0' im Sternbild Steinbock auf der Ekliptik. Seine Gesamtmasse wird auf rund 160.000 Sonnenmassen geschätzt.
Die elliptische Umlaufbahn von M 30 ist um etwa 50° gegen die galaktische Ebene geneigt, während seines 160 Millionen Jahre dauernden Umlaufs um das galaktische Zentrum kann er sich diesem abwechselnd bis auf 10.000 Lichtjahre nähern oder sich von ihm bis zu 25.000 Lichtjahre entfernen.
Das Objekt wurde am 3. August 1764 von Charles Messier von Paris aus entdeckt.